# Contarinia anthobia
Contarinia anthobia är en tvåvingeart som först beskrevs av Löw 1877.  Contarinia anthobia ingår i släktet Contarinia och familjen gallmyggor. Inga underarter finns listade i Catalogue of Life.